# Maksim Bugurajew
Maksim Konstantynowicz Bugurajew, ros. Максим Константинович Бугураев (ur. w 1892 r. w stanicy Biełokalitwienskaja w Rosji, zm. 6 czerwca 1982 r. w Lakewood w USA) – rosyjski wojskowy (pułkownik), dowódca plutonu artylerii w Rosyjskim Korpusie Ochronnym podczas II wojny światowej, emigracyjny publicysta kozacki.
Ukończył doński korpus kadetów, zaś w 1913 Michajłowską Akademię Artylerii w Petersburgu. Służył w 6 baterii artylerii Kozaków dońskich. Brał udział w I wojnie światowej. Służył w zapasowej nowoczerkaskiej baterii artylerii, a następnie 12 baterii artylerii Kozaków dońskich. Był odznaczony Orderem Św. Włodzimierza.
Po rewolucji październikowej 1917 r. został w Nowoczerkasku aresztowany przez bolszewików i osadzony w więzieniu. Wyszedł na wolność po zajęciu miasta przez białych, do których się przyłączył. Doszedł do funkcji dowódcy 7 baterii artylerii Kozaków dońskich w stopniu pułkownika. Po ewakuacji wojsk białych z Krymu do Gallipoli w listopadzie 1920 r., zamieszkał w Bułgarii. W okresie II wojny światowej podjął współpracę z Niemcami. Jesienią 1941 r. wstąpił jako szeregowy doRosyjskiego Korpusu Ochronnego, dochodząc do dowódcy plutonu artylerii. Był odznaczony Żelaznym Krzyżem. Po zakończeniu wojny zamieszkał w zachodnich Niemczech. Pod koniec 1951 r. wyjechał do USA. Był autorem artykułów w emigracyjnych pismach kozackich. Zmarł 6 czerwca 1982 r.